# Bronxville
Bronxville är ett municipalsamhälle (village) i kommunen Eastchester i Westchester County i delstaten New York. Vid 2020 års folkräkning hade Bronxville 6 628 invånare.

## Kända personer från Bronxville
- John Hoyt, skådespelare
- Lawrence Kohlberg, psykolog
- Louise Lawler, fotograf
- Gretchen Peters, musiker
- Dennis Ritchie, datavetare